# Янг, Джон Ллойд
Джон Ллойд Янг (англ. John Lloyd Young; род. 4 июля, 1975) — американский актёр, певец, композитор и художник. В 2006 он выиграл Премию Тони за лучшую мужскую роль в мюзикле, исполнив роль Фрэнки Вэлли в бродвейском мюзикле «Парни из Джерси». После премии Тони Янг продолжил серию побед в номинации «Лучший актёр» на церемониях Драма Деск, Outer Critics Circle и Theatre World Award, став единственным американским актёром в истории, получившим одновременно четыре награды за лучшую мужскую роль, дебютировав на Бродвее. Джон Ллойд Янг — главный вокалист Платинового альбома Американской ассоциации звукозаписывающих компаний, получившего Грэмми, «Парни из Джерси» в оригинальном исполнении (Jersey Boys — Original Cast). За «Парней из Джерси» Янг удостоился карикатуры во всемирно известном ресторане Sardi’s и звания «Человек недели» в программе ABC World News Tonight.
На несколько месяцев в 2012 и 2013 годах Янг возвращался в «Парни из Джерси» на Бродвее, а в начале 2014 он дебютировал в Лондоне, представив «Парней из Джерси» в историческом театре Пикадилли.
Джон Ллойд Янг воссоздал свою победоносную бродвейскую роль на экране для режиссёра Клинта Иствуда в одноимённом фильме-адаптации «Парни из Джерси» производства Warner Brothers, вышедшем по всему миру в 2014 году.
21 ноября 2013 года Барак Обама назначил Джона Ллойда Янга членом Президентского Комитета по Искусствам и Гуманитарным наукам. Он был приведён к присяге судьей Еленой Каган в Верховном суде США.